# Ходаков, Юрий Владимирович
Юрий Владимирович Ходаков (10 марта 1901 — 27 октября 1976) — советский учёный-химик, педагог, популяризатор науки. 
Профессор (1935), доктор химических наук (1945), член-корреспондент АПН РСФСР (1947) и СССР (1968), заслуженный деятель науки и техники РСФСР (1963). 
Работал главным образом в области педагогической деятельности.
Широко известен как автор книг «Общая и неорганическая химия».

## Биография
Юрий Владимирович Ходаков родился 10 марта 1901 года в селе Лашма Наровчатского уезда, с 1912 по 1916 учился в Пензенском реальном училище, по окончании которого был командирован в 1922 году на учёбу в Московский государственный университет.
Успешно окончив в 1930 году химический факультет МГУ, Ходаков был приглашён в Высшее аэромеханическое училище (ныне Московский авиационный институт им. С. Орджоникидзе) на кафедру общей и неорганической химии, где защитил кандидатскую и докторскую диссертации. 
В 1945 году Юрий Владимирович Ходаков был приглашён в НИИ содержания и методов обучения Академии педагогических наук РСФСР в лабораторию методики химии, где он проработал вплоть до 1960 года.
Ушёл из жизни 27 октября 1976 года.

## Научные исследования
Юрий Владимирович Ходаков проводил исследования в двух главных направлениях: фундаментальная химия и методика преподавания химии.

### Исследования в Высшем аэромеханическом училище
В стенах Высшего аэромеханического училища были выполнены исследования в области стереохимии неорганических соединений, теории ионного равновесия, теории строения кислородных соединений фосфора. 
Особенно важными были исследования гидратации оксида фосфора (V), которые способствовали рациональному решению проблемы производства фосфорных удобрений. 
В 1934 году была издана монография «Элементы электростатической химии». 

### Исследования в Академии педагогических наук
В Академии педагогических наук Юрий Владимирович Ходаков опубликовал работу «Основные принципы построения учебника химии», в рамках которой были разработаны и обоснованы содержание и структура школьных учебников по химии.
В 1958 году была издана работа «Развитие логического мышления учащихся на уроках химии».
Вместе с Д.А. Эпштейном и П.А. Глориозоновым занимался разработкой методики преподавания химии и школьных учебников по неорганической химии. 

## Педагогическая и научно-популярная деятельность
Будучи студентом МГУ, Юрий Владимирович Ходаков написал ряд работ, которые были опубликованы в научно-популярных журналах и книгах. 
Под руководством Юрия Владимировича шла подготовка научных кадров в области методики химии, были подготовлены и защищены кандидатские диссертации учителями, преподавателями педагогических вузов, аспирантами Академии педагогических наук. 
Юрию Владимировичу Ходакову принадлежит разработка особого жанра научно-популярной литературы для школьников – рассказы-задачи.
Некоторые его научно-популярные книги:
- "Рекорды созидающей химии"[8]
- "Лаборатория соревнуется с природой"[9]
- "Архитектура кристаллов"[10]
- "Как рождаются научные открытия"[11]
- "Рассказ-задача по химии"[12]
- "Рассказы об азоте и фосфоре"[13]

## Награды
Награжден двумя Орденами Трудового Красного Знамени, медалью К.Д. Ушинского, орденом «Знак Почёта» и другими медалями.

## Личные качества
О Ходакове отзывались так: «А лектор он был великолепный, читал мастерски, увлекательно, интересно, оригинально: Юрий Владимирович обладал энциклопедическими знаниями из области химии и физики, математики и философии. Великолепная память, яркий образный язык, умение захватить слушателя выделяло его среди профессорско-преподавательского состава»; «Юрий Владимирович был личностью яркой и многогранной, скромным, удивительно деликатным и интеллигентным в жизни, страстным полемистом, интересным собеседником».